# Chéri-Bibi (série télévisée)
Pour les articles homonymes, voir Chéri-Bibi (homonymie).
Chéri-Bibi est un feuilleton télévisé français en 46 épisodes de treize minutes réalisé par Jean Pignol, d'après le roman du même nom de Gaston Leroux, et diffusé à partir du 20 décembre 1974 sur la première chaîne de l'ORTF.

## Synopsis
Condamné à l'origine pour un crime qu'il n'a pas commis, Chéri-Bibi est expédié au bagne dans un navire carcéral. Profitant d'une mutinerie à bord, il subit une opération de chirurgie esthétique entreprise par le Kanak, un de ses codétenus, et prend l'identité du Marquis du Touchais, lequel a trouvé refuge à bord du navire avant d'être mis à mort. De retour en France, il trouve bonheur et joie de vivre auprès de Cécily, la femme du marquis, dont il a toujours été amoureux en secret. Hélas, il apparaît bientôt que le Marquis, dont il a pris les traits, n'est autre que le véritable auteur du crime pour lequel Chéri-Bibi a été condamné...

## Fiche technique
- Titre français : Chéri-Bibi
- Réalisateur : Jean Pignol
- Scénaristes : A.D.G.
- Musique : Francis Lemarque
  - Générique : musique de Francis Lemarque ; interprété par Marianne Mille
- Production :
- Sociétés de production : ORTF
- Pays d'origine : France
- Langue : français
- Nombre d'épisodes : 46 épisodes (1 saison)
- Durée : 13 minutes
- Dates de première diffusion :  France : 20 décembre 1974

## Distribution
- Hervé Sand : Chéri-Bibi et le marquis du Touchais
- Jean Lefebvre : La Ficelle
- Danièle Lebrun : Cécily
- Daniel Emilfork : le Kanak
- Robert Vattier : le commandant
- Marguerite Cassan : Sœur Sainte-Marie des Anges
- Andrée Damant : Mme Regime
- Dominique Paturel : le narrateur
- Pierre Hatet : de Pont-Marie
- Jean Herbert (Popeck) : l'inspecteur Costaud
- Malka Ribowska : la Comtesse
- Muse Dalbray : Reine
- Georges Montillier : Maître Régime
- Georges Hubert : le Coryphée
- Antoine Marin : Baron Proscoff
- Jean Saudray : Petit Bon Dieu
- Jean Mauvais : le Rouquin
- Marcel Champel : Gueule de Bois
- Baaron : Boule de Gomme
- Jean de Beaumont : l'inspecteur
- Pierre Filou : le domestique
- Katia Tchenko : Virginie
- Laurence Badie : la chanteuse
- Alexandre Rignault : le vieux marquis

## Autour du feuilleton
- Fidèlement adapté du roman Chéri Bibi (1913) de l'écrivain Gaston Leroux, le même qui écrivit Le Fantôme de l'Opéra, ce feuilleton a été réalisé par Jean Pignol et A. D. G..

- La chanson du générique, composée par Francis Lemarque et chantée par Marianne Mille, a été un succès et a beaucoup marqué les téléspectateurs.

- Ce feuilleton a connu un grand succès. Très rythmé, avec toujours au moins un rebondissement par épisode, il a tenu en haleine les Français jusqu'au 18 février 1975. La série a été rediffusée en six parties entre le 18 octobre et le 12 novembre 1977, chaque samedi après-midi.

## Produits dérivés de la série

### DVD
- Chéri-Bibi : double DVD aux Éditions LCJ, 2003
- Chéri-Bibi-L'intégrale 4 DVD chez Elephant Films 2015

### Disque45 tours
- Extrait de la bande originale du feuilleton TF1 chanté par Marianne Mille - Chéri Bibi : "Viens sur ma planète" - Label : Barclay ; Référence : 62.111 ; 1975

### Streaming
- Disponible sur INA-Madelen.